# Caudron C.714

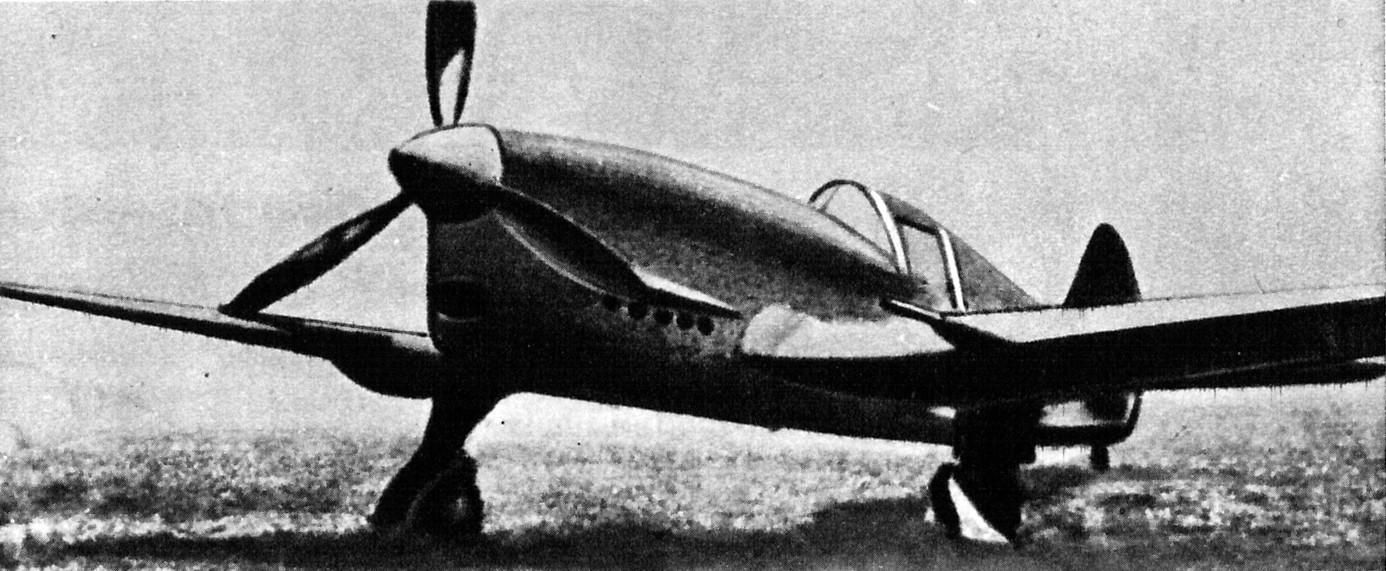
Caudron C.713

 Caudron C.710 là một loại máy bay tiêm kích hạng nhẹ được Caudron-Renault phát triển cho Không quân Pháp ngay trước Chiến tranh thế giới II. Một phiên bản là C.714, đã được sản xuất và trang bị cho các đơn vị của không quân Ba Lan lưu vong tại Pháp sau khi Ba Lan bị xâm lược năm 1939. Một số lượng nhỏ cũng được cung cấp cho Phần Lan.

## Quốc gia sử dụng
Phần Lan
- Không quân Phần Lan

 Pháp
- Armée de l'Air

 Ba Lan
- Không quân Ba Lan lưu vong

## Tính năng kỹ chiến thuật (Caudron C.714)
The Complete Book of Fighters

### Đặc điểm riêng
- Tổ lái: 1
- Chiều dài: 8,63 m (28 ft 3⅞ in)
- Sải cánh: 8,97 m (29 ft 5⅛ in)
- Chiều cao: 2,87 m (9 ft 5 in)
- Diện tích cánh: 12,5 m² (135 ft²)
- Trọng lượng rỗng: 1.395 kg (3.075 lb)
- Trọng lượng có tải: 1.880 kg (4.145 lb)
- Động cơ: 1 × Renault 12R 03, 373 kW (500 hp)

### Hiệu suất bay
- Vận tốc cực đại: 460 km/h (249 kn, 286 mph) tại độ cao 5.000 m (16.400 ft)
- Tầm bay: 900 km (486 nmi, 559 mi)
- Trần bay: 4.000 m[2] (13.120 ft)

### Vũ khí
- 4 khẩu súng máy MAC 1934 7,5 mm